# Anadrymadusa
Anadrymadusa is een geslacht van rechtvleugeligen uit de familie sabelsprinkhanen (Tettigoniidae). De wetenschappelijke naam van dit geslacht is voor het eerst geldig gepubliceerd in 1961 door T. Karabag. Hij duidde als typesoort Drymadusa spinicercis Karabag, 1956 aan, uit Zuidwest-Turkije. Als verspreidingsgebied gaf hij aan de Griekse eilanden Syra en Samos, Turkije, de Kaukasus, Iran en de Krim. Later zijn nog soorten ontdekt in Israël (A. danensis, op de Hermonberg) en Jordanië (A. jordanica, in het natuurreservaat van Wadi Mujib).

## Soorten
- Anadrymadusa adzharica (Uvarov, 1934)
- Anadrymadusa albomaculata (Karabag, 1956)
- Anadrymadusa brevipennis (Brunner von Wattenwyl, 1882)
- Anadrymadusa curvicercis (Uvarov, 1916)
- Anadrymadusa danensis Karabag, 1972
- Anadrymadusa kosswigi Karabag, 1975
- Anadrymadusa modestalis Koçak & Kemal, 2010
- Anadrymadusa ornatipennis (Ramme, 1926)
- Anadrymadusa recticauda (Werner, 1903)
- Anadrymadusa retowskii (Adelung, 1907)
- Anadrymadusa spinicercis (Karabag, 1956)
- Anadrymadusa beckeri (Adelung, 1907)
- Anadrymadusa robusta (Miram, 1926)
- Anadrymadusa jordanica Katbeh Bader & Massa, 2000